# Ahmed Darwish
Ahmed Farej Darwish (Gedda, 29 ottobre 1984) è un calciatore saudita, di ruolo Centrocampista.